# Le Mouvement social
Le Mouvement social est une revue trimestrielle consacrée à l'histoire sociale et publiée aux Éditions La Découverte.

## Présentation
Cette revue fondée par Jean Maitron en 1960 est née à la suite d'un colloque sur « Le militant ouvrier français dans la seconde moitié du XIXe siècle ». Elle prenait la suite d'un bulletin qu'il avait créé en 1949, L'Actualité de l'Histoire. Dirigée de 1971 à 1982 par Madeleine Rebérioux, de 1982 à 2011 par Patrick Fridenson et de 2011 à 2014 par Jean-François Chanet, Le Mouvement Social est publié par l’association du même nom, avec le concours du CNRS et avec la collaboration du Centre d'histoire sociale du XXe siècle (ex-Centre de recherche historique des mouvements sociaux et du syndicalisme) de l’université Paris I. Publiée dès l'origine, par les Éditions ouvrières, la revue est publiée depuis 2008 aux éditions La Découverte. Elle est également disponible sur les portails CAIRN et MUSE. Tous les anciens numéros sont accessibles par le portail JSTOR ou la bibliothèque numérique Gallica.
Le Mouvement social fait la promotion d'une histoire sociale qui s'enrichit d'apports multiples, ouverte sur l’économie, la sociologie, l’anthropologie, la démographie, la science politique ou encore le droit, afin de créer des passerelles entre les disciplines. La revue accueille des travaux sur toutes les aires géographiques et culturelles. Elle centre son regard sur le monde contemporain (XIXe, XXe et XXIe siècles). Le Mouvement social est enfin un lieu de débats : la rubrique « Controverses » permet l'expression d'approches scientifiques et de courants historiographiques variés.
Anne Rasmussen et Axelle Brodiez sont respectivement directrice et directrice-adjointe de la revue.

## Comité de rédaction
Le comité de rédaction initial comprend en 1962 neuf personnes d'origine universitaire venant épauler Jean Maitron : Colette Chambelland, Rolande Trempé, Denise Fauvel-Rouif, Annie Kriegel, Michelle Perrot, Madeleine Rebérioux, Georges Haupt, Jacques Rougerie et Claude Willard.
Cette équipe est au fil du temps complétée ou remplacée par d'autres plumes : Nicolas Barreyre, François Bédarida, Emmanuel Bellanger, Marie-Claude Blanc-Chaléard, Guy Bourdé, Jean Bouvier, Robert Boyer, Pierre Broué, Philippe Buton, Pierre Caspard, Sébastien Chauvin, Christian Chevandier, Christoph Conrad, Alain Cottereau, Leyla Dakhli, Marianne Debouzy, François Denord, Jean-Paul Depretto, Jacques Droz, Henri Dubief, Annie Fourcaut, Jacques Freyssinet, Patrick Fridenson, René Gallissot, Gabriel Galvez-Behar, Delphine Gardey, Jacques Girault, Nicolas Hatzfeld, Daniel Hémery, Jacques Julliard, Pierre Karila-Cohen, Claire Lemercier, Yves Lequin, Maria Malatesta, Michel Margairaz, Nathalie Moine, Frédéric Moret, Jacques Ozouf, Daniel Pécaut, Rémy Pech, Gilles Pécout, Denis Pelletier, Emmanuelle Picard, Michel Pigenet, Christophe Prochasson, Antoine Prost, Bernard Pudal, Anne Rasmussen, Jean-Daniel Reynaud, Jean-Pierre Rioux, Jean-Louis Robert, Vincent Robert, Philippe Rygiel, Gisèle Sapiro, Stéphanie Samson, Pierre Singaravélou, Danielle Tartakowsky, Françoise Thébaud, Marie-Noëlle Thibault, Jean-Paul Thuillier, Michel Winock, Claire Zalc.
Le comité de rédaction actuel est composé d'Axelle Brodiez, Marie-Emmanuelle Chessel, Claire Fredj, Benjamin Guichard, Ingrid Hayes, Judith Rainhorn, Anne Rasmussen, Émilien Ruiz.
Le secrétaire de rédaction en est Lydie Rauzier (CNRS).